# Roberto Suazo Córdova
Roberto Suazo Córdova (La Paz; 17 de marzo de 1927 - Tegucigalpa; 22 de diciembre de 2018) fue un médico cirujano y político hondureño. Fue el 1°. presidente constitucional de la República de Honduras conforme a la Constitución de Honduras de 1982, entre el 27 de enero de 1982 y el 27 de enero de 1986, siendo el primer civil de la era democrática a partir de 1982.

## Biografía
Roberto Suazo Córdova nació en La Paz, el 17 de marzo de 1927. Sus padres fueron Julián Suazo y Matilde Córdova, y su esposa la señora Aída Zacápa
Sus estudios primarios los llevó a cabo en la escuela de varones de La Paz, mientras que sus estudios secundarios los cursó en el Instituto León Alvarado, en la ciudad de Comayagua. Posteriormente Suazo se trasladó a Guatemala. En ese país estudió en la Universidad de San Carlos de la capital guatemalteca, donde obtuvo el título de medicina y cirugía en 1949.
Luego de su graduación Suazo Córdova ejerció su profesión en el hospital general de la capital guatemalteca. En el año de 1953 Suazo Córdova retornó a su ciudad natal, donde practicó la medicina por más de veinticinco años.
Durante su estancia en la ciudad de La Paz, el doctor Suazo Córdova incursionó en la vida política como miembro del Partido Liberal de Honduras. En 1957, Roberto Suazo fue elegido diputado por La Paz para la Asamblea Nacional Constituyente de Honduras. Luego, su cargo se extendió por dos períodos más: 1958-1963 y 1965-1971. El 3 de octubre de 1963, cuando se depuso al presidente constitucional Ramón Villeda Morales, el candidato más fuerte para ganar las elecciones era Modesto Rodas Alvarado, quien llevaba en su nómina presidencial al doctor Roberto Suazo Córdova como Primer Designado Presidencial.
Desde su puesto de diputado en el congreso de la república Suazo Córdova llegó a escalar las más altas esferas del liberalismo, convirtiéndose en la figura más importante de su partido, en 1979. En ese entonces Suazo reemplazó como coordinador general del partido al gran caudillo del Partido Liberal Modesto Rodas Alvarado.
En 1980 los militares encabezados por el general Policarpo Paz García, bajo presión del Gobierno de Washington, decidieron restaurar el poder civil en Honduras, bajo una nueva constitución de 1981. Para este motivo, Roberto Suazo fue elegido presidente de la convención constitucional.
Debido a su popularidad entre los liberales, Suazo Córdova llegó a ser su candidato presidencial para las elecciones del 29 de noviembre de 1981. En noviembre de ese mismo año, Suazo se convirtió en el primer presidente constitucional de Honduras luego de diez años de gobierno militar. Durante las elecciones para presidente el doctor Suazo Córdova derrotó convincentemente al candidato opositor del Partido Nacional de Honduras, Ricardo Zuñiga Agustinus, con el 53% del voto popular.
El doctor Roberto Suazo Córdova pronunció el juramento y asumió la presidencia de la República un 27 de enero de 1982. Llegó al poder bajo la promesa de llevar a cabo un ambicioso programa de desarrollo económico y social en Honduras. Esto con el fin de revertir los efectos de la recesión por la cual atravesaba el país.
Para este plan, Suazo contó con la ayuda de los Estados Unidos. A la superpotencia no le convenía que Honduras pasara por la misma inestabilidad política de sus vecinos centroamericanos, ya que esto significaría uno más de los tantos problemas que enfrentaban los norteamericanos con la ya establecida presencia de regímenes comunistas como los de Nicaragua y Cuba en la región. Aunque la ayuda norteamericana llegó, el gobierno de Suazo Córdova fue incapaz de revertir la mala situación económica del país. El déficit del país se fue por las nubes con el incremento de los gastos militares.
Para tratar de darle solución a los problemas, Suazo Córdova decidió, en 1984, reemplazar a la mayoría de su gabinete. Al final esto no tuvo los frutos esperados y la situación económica del país siguió de la misma manera o peor. Al término de su período presidencial, Suazo Córdova perdió en su mayor parte la popularidad que lo llevó a la presidencia de la república.
A mediados de su periodo presidencial, Suazo Córdova mantuvo buenas relaciones diplomáticas con los demás presidentes latinoamericanos, estrechando las ayudas mutuas y asegurando convenios de desarrollo.

## La teoría del dominó

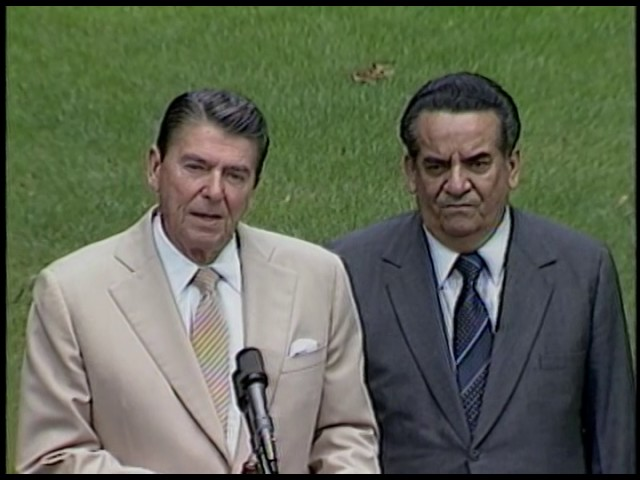
Ronald Reagan y Roberto Suazo Córdova

Honduras estuvo en el ojo del huracán de la región norte y centro del Caribe del continente americano durante el gobierno de Roberto Suazo Córdova.
Después de haberse consolidado en Nicaragua, los comunistas amenazaban a las élites políticas con tomar el poder en El Salvador a través del grupo guerrillero "Farabundo Martí de Liberación Nacional" mientras que en Guatemala los enfrentamientos entre gobierno y grupos armados eran constantes.
Suazo Córdova mostró, en sus primeros meses de gobierno, profunda preocupación por la situación que atravesaban los demás gobiernos de América Central, Centroamérica, ya que ello se convertía en una amenaza para la renacida democracia hondureña y por ende, su gobierno.
A esta preocupación se unió también la de dos personajes importantes que marcarían por siempre la presidencia de Roberto Suazo Córdova: el general Gustavo Álvarez Martínez y el presidente de los Estados Unidos, Ronald Reagan; este último visitó una Honduras en plena transición política militar-civil.
El gobierno de Reagan envío a un diplomático de carrera,  John Dimitri Negroponte,  con experiencia en las operaciones llevadas a cabo por los Estados Unidos en el sureste de Asia, y apoyó al general Álvarez Martínez, para llevar a cabo acciones clandestinas en contra del gobierno sandinista de Nicaragua, quien a su vez apoyaba las guerrillas en El Salvador y la propia Honduras.
Álvarez había declarado que Honduras estaba en una «guerra a muerte»  contra el gobierno sandinista de Nicaragua. Por ello coordinó, junto a fuerzas norteamericanas basadas en Honduras, el apoyo a los ‘contras’ nicaragüenses para lanzar ataques en contra del gobierno sandinista, con el firme propósito de derrocarlos.
Tales acciones fueron mal vistas por los izquierdistas de la region y sus simpatizantes extranjeros. Está presión mediática se tradujo en un deterioro de la imagen del presidente Suazo, quien se vio obligado a sustituir a Alvarez en marzo de 1984. En su lugar, el presidente Suazo nombró al general Walter López Reyes como comandante en jefe de las Fuerzas Armadas de Honduras. Posteriormente Estados Unidos remarcó al nuevo comandante la necesidad de seguir con el apoyo a los ‘contras’ nicaragüenses. López Reyes accedió solamente después de que el Gobierno de Washington le asegurara el envío de más ayuda económica y asistencia militar.   
Finalmente las operaciones en contra del Gobierno de Managua por parte de los Gobiernos de los Estados Unidos y Honduras, continuaron más allá de la presidencia del doctor Roberto Suazo Córdova.

## Gabinete de Gobierno
| Gabinete de Gobierno                        | Gabinete de Gobierno                                                | Gabinete de Gobierno |
| ------------------------------------------- | ------------------------------------------------------------------- | -------------------- |
| Cargo                                       | Nombre                                                              | Período              |
|                                             |                                                                     |                      |
| Designados Presidenciales                   | Céleo Arias Moncada/ Marcelino Ponce Martínez/ Arturo Rendón Pineda | 1982-1986            |
| Despacho Presidencial                       | Carlos Roberto Flores Facussé                                       | 1982-1986            |
| Gobernación y Justicia                      | Óscar Mejía Arellano/Arnulfo Pineda López                           | 1980–1985/1982-1986  |
| Relaciones Exteriores                       | Edgardo Paz Barnica                                                 | 1982-1986            |
| Recursos Naturales                          | Miguel Ángel Bonilla Reyes                                          | 1982–1986            |
| Educación Pública                           | Alma Rodas de Fiallos                                               | 1982–1986            |
| Hacienda y Crédito Público                  | Manuel Fontecha Ferrari                                             | 1982–1986            |
| Economía y Comercio                         | Gustavo Alfaro                                                      | 1982-1986            |
| Comunicaciones, Obras Públicas y Transporte | José Azcona del Hoyo/Carlos Handal Handal                           | 1982–1985/1985-1986  |
| Salud Pública y Previsión Social            | Gonzalo Rodríguez Soto                                              | 1982–1986            |
| Trabajo y Asistencia Social                 | Humberto Darío Montes                                               | 1982–1986            |
| Defensa y Seguridad Pública                 | José Sierra Hernández                                               | 1982–1986            |
| Cultura, Turismo e Información              | Víctor Cáceres Lara                                                 | 1982–1986            |
| Consejo Superior de Planificación Económica | Luis Roberto Flores/Edgardo Sevilla/Daniel Meza                     | 1982–1986            |
| Instituto Nacional Agrario (INA)            | Ubodoro Arriaga Iraheta                                             | 1982–1986            |
| Director de Probidad Administrativa         | Diego Díaz Flores                                                   | 1982–1986            |

| Predecesor: Policarpo Paz García | 1°. Presidente Constitucional de la República de Honduras 27 de enero de 1982 - 27 de enero de 1986 | Sucesor: José Azcona del Hoyo |

## Fallecimiento
Falleció en Tegucigalpa, M.D.C., el 22 de diciembre de 2018 a los 91 años de edad.